# 박소현 (1992년)
박소현(朴素賢, 1992년 1월 3일 ~ )은 대한민국의 KBS 아나운서이다.

## 학력
- 용인한국외국어대학교 부설고등학교 중국어과 (2010년 졸업)
- 연세대학교 경제학과 (2010학번 / 학사)

## 경력
- 2010년 ~ 2012년 : SBS Biz 캐스터
- 2013년~ 2015년 국방TV 아나운서
- 2015년 : KBS 아나운서실 공채 42기 아나운서
- 2015년 6월 ~ 2017년 3월 : KBS춘천방송총국 아나운서 지역근무
- KBS 춘천방송총국 편성제작국
- 2017년 3월 : KBS 서울본국 본사 복귀
- 2021 도쿄 올림픽 캐스터

## 방송 경력

### TV
| 연도        | 방송사 | 제목                            | 담당        | 진행기간                            | 비고                                                                                           |
| ----------- | ------ | ------------------------------- | ----------- | ----------------------------------- | ---------------------------------------------------------------------------------------------- |
| 2017        | KBS2   | 유희열의 스케치북               | 출연        | 2017년 4월 2일                      | 358회                                                                                          |
| 2017 ~ 2018 | KBS2   | 누가누가 잘하나                 | 진행        | 2017년 3월 9일 ~ 2018년 5월 31일    |                                                                                                |
| 2017 ~ 2019 | KBS2   | 비바! K리그                     | 진행        | 2017년 4월 3일 ~ 2019년 10월 7일    |                                                                                                |
| 2017 ~ 2018 | KBS1   | 도전! 골든벨                    | 진행        | 2017년 6월 4일 ~ 2018년 9월 30일    | 870회 강원 강릉시 강릉문성고~ 916회(재도전) 경기 안성시 안법고                                 |
| 2018        | KBS1   | 도전! 골든벨                    | 내레이션    | 4월 8일                             | 890회 한국외식과학고 편                                                                        |
| 2018        | KBS1   | 도전! 골든벨                    | 내레이션    | 5월 13일(이후)                      | 896회 경남 진주시 진양고 편                                                                    |
| 2020        | KBS1   | 도전! 골든벨                    | 임시진행    | 1월 26일 ~2월 2일                   | <2020 설특집 시청자골든벨 1부 ~2부(982회~983회)>                                               |
| 2018        | KBS1   | KBS 뉴스 5                      | 임시진행    |                                     |                                                                                                |
| 2018        | KBS1   | KBS 뉴스라인                    | 임시진행    | 11월 5일 ~11월 8일                  | [ 7 ]                                                                                          |
| 2018        | KBS1   | KBS 휴일 낮 12시 뉴스           | 앵커        |                                     | 일요일                                                                                         |
| 2018        | KBS2   | 스포츠 하이라이트               | 진행        |                                     |                                                                                                |
| 2018 ~ 2020 | KBS1   | TV비평 시청자데스크             | 시청자의 눈 | 2018년 10월 12일 ~ 2020년 3월 6일   |                                                                                                |
| 2020 ~ 2022 | KBS1   | TV비평 시청자데스크             | 시청자의 눈 | 2020년 7월 24일 ~ 2022년 4월 24일   |                                                                                                |
| 2018        | KBS2   | 꿀잼 퀴즈방                     | 출연        |                                     |                                                                                                |
| 2019        | KBS1   | KBS 뉴스 9                      | 첫진행      | 1월 4일 ~ 11월 24일                 | 금요일, 주말                                                                                   |
| 2023 ~ 2025 | KBS1   | KBS 뉴스 9                      | 재진행      | 11월 18일 ~ 2025년 3월 9일          | 주말                                                                                           |
| 2021        | KBS1   | KBS 뉴스 9                      | 임시진행    | 1월 9일 ~ 10일                      | 주말 박지원 아나운서의 겨울 휴가 또는 출장 그리고 카타르 월드컵 현지 파견으로 인하여 대신 진행 |
| 2022        | KBS1   | KBS 뉴스 9                      | 임시진행    | 12월 10일 ~ 11일                    | 주말 박지원 아나운서의 겨울 휴가 또는 출장 그리고 카타르 월드컵 현지 파견으로 인하여 대신 진행 |
| 2019        | KBS2   | KBS 글로벌 24                   | 임시진행    | 2019년 4월 8일 ~ 10일               |                                                                                                |
| 2020        | KBS1   | KBS 뉴스 7                      | 임시진행    | 10월 8일 ~ 16일                     |                                                                                                |
| 2021        | KBS1   | KBS 뉴스 7                      | 임시진행    | 3월 31일 ~ 4월 8일                  | [ 9 ]                                                                                          |
| 2021        | KBS1   | KBS 뉴스 7                      | 임시진행    | 11월 15일 ~ 11월 19일               | [ 10 ]                                                                                         |
| 2021        | KBS1   | KBS 뉴스 7                      | 임시진행    | 12월 2일 ~ 12월 3일                 | [ 11 ]                                                                                         |
| 2022 ~2023  | KBS1   | KBS 뉴스 7                      | 진행        | 2022년 3월 7일 ~ 2023년 9월 1일     | 첫 진행시 이름 부르지 못함                                                                     |
| 2020        | KBS1   | KBS 930 뉴스                    | 임시진행    | 8월 19일 ~ 21일                     |                                                                                                |
| 2020        | KBS1   | KBS 930 뉴스                    | 임시진행    | 10월 26일 ~ 28일                    |                                                                                                |
| 2019 ~ 2020 | KBS2   | 영화가 좋다                     | 패널        |                                     | 도도한 영화 코너                                                                               |
| 2021 ~ 2024 | KBS2   | 영화가 좋다                     | 진행        | 2021년 3월 6일 ~ 2024년 9월 28일    | [ 13 ]                                                                                         |
| 2020        | KBS2   | 더 드리머                       | 진행        | 2020년 1월 20일                     |                                                                                                |
| 2015        | KBS1   | KBS 뉴스광장                    | 보조앵커    | 2015년 4월 ~ 8월 까지 이후          | 수도권 뉴스 코너                                                                               |
| 2020        | KBS1   | KBS 뉴스광장                    | 임시 진행   | 8월 22일, 29일                      | 토요일                                                                                         |
| 2021        | KBS2   | 2TV 생생정보                    | 임시진행    | 2021년 12월 22일 ~ 2021년 12월 29일 |                                                                                                |
| 2022        | KBS1   | KBS 스포츠 9                    | 임시 진행   | 1월 31일 ~ 2월 11일                 |                                                                                                |
| 2022        | KBS1   | KBS 스포츠 9                    | 임시 진행   | 2월 21일 ~ 25일                     |                                                                                                |
| 2022        | KBS1   | KBS 스포츠 9                    | 진행        | 3월 25일 ~ 4월 8일                  |                                                                                                |
| 2023        | KBS1   | KBS 스포츠 9                    | 임시 진행   | 2023년 1월 7일 ~ 8일                | 주말                                                                                           |
| 2022        | KBS1   | 시니어토크쇼 황금연못           | 임시 패널   | 8월 6일                             | 379회                                                                                          |
| 2022        | KBS1   | KBS 창작동요대회                | 특별진행    | 5월 5일                             | 어린이날 100주년 제32회                                                                        |
| 2022        | KBS1   | 2022 평화콘서트, 우리 이 곳에서 | 진행        | 6월 26일                            | 6월 11일 강원도 철원 촬영                                                                      |
| 2022        | KBS2   | 2022 코리안 페스티벌 120년의 꿈 | 진행        | 2022년 10월 9일                     | 10월 4일 인천 송도 촬영 및 녹화                                                                |
| 2023        | KBS1   | KBS 뉴스특보                    | 특별앵커    | 7월 11일~7월 18일                   | 저녁 7시 방송분                                                                                |
| 2023 ~      | KBS1   | 열린음악회                      | 진행        | 2023년 9월 17일 ~ 현재              |                                                                                                |
| 2024        | KBS1   | 전국노래자랑                    | 출연        | 3월 3일                             | 공사창립특집                                                                                   |
| 2024        | KBS1   | KBS 뉴스 12                     | 임시진행    | 10월 7일 ~ 10월 10일                |                                                                                                |
| 2025 ~      | KBS1   | 남북의 창                       | 진행        | 2025년 7월 12일 ~ 현재              |                                                                                                |

### 라디오
| 연도                                           | 방송사   | 제목                    | 담당     | 비고 |
| ---------------------------------------------- | -------- | ----------------------- | -------- | ---- |
| 2017 ~ 2020                                    | KBS 쿨FM | 상쾌한 아침             | 진행     |      |
| 2020년 7월 ~ 2022년 5월                        | KBS 쿨FM | 설레는 밤, 박소현입니다 | 진행     |      |
| 2022년 8월 15일 ~ 21일, 2023년 6월 21일 ~ 25일 | KBS 쿨FM | 설레는 밤, 박소현입니다 | 임시진행 |      |
| 2022년 10월 16일 ~ 23일                        | KBS 쿨FM | 상쾌한 아침             | 임시진행 |      |
| 2024년 9월 2일 ~ 10월 13일                     | KBS 쿨FM | 뮤직쇼                  | 임시진행 |      |